# Belarussische Badmintonmeisterschaft 2023
Die Belarussische Badmintonmeisterschaft 2023 fand vom 24. bis zum 27. Oktober 2023 in Minsk statt.

## Sieger und Platzierte
| Disziplin    | Gold                                     | Silber                                          | Bronze                              |
| ------------ | ---------------------------------------- | ----------------------------------------------- | ----------------------------------- |
| Herreneinzel | Hleb Shvydkou                            | Mikhail Makarov                                 | Yury Savelyev                       |
| Dameneinzel  | Maryna Yanbayeva                         | Maryana Viarbitskaya                            | Sofiya Yanouskaya                   |
| Herrendoppel | Aliaksandr Aliaksandrovich Hleb Shvydkou | Ivan Lipik Illia Dubikouski                     | Dmitry Kashin Artem Kot             |
| Damendoppel  | Maryna Yanbayeva Maryana Viarbitskaya    | Sofya Yanovskaya Polina Karmalys                | Maria Berdnikova Anastasia Kichaeva |
| Mixed        | Hleb Shvydkou Maryna Yanbayeva           | Aliaksandr Aliaksandrovich Maryana Viarbitskaya | Mikhail Makarov Polina Karmalys     |